# Ililabalekan
Ililabalekan (Indonesisch: Gunung Ililabalekan) is een stratovulkaan op het Indonesische eiland Lomblen in de provincie Oost-Nusa Tenggara.